# Вильяльба, Хасинто (парагвайский футболист)
Хасинто Вильяльба (исп. Jacinto Villalba; 19 сентября 1914, Асунсьон — неизвестно) — парагвайский футболист, правый нападающий.

## Карьера
Хасинто Вильяльба родился в семье матери Петроны Вильяльбы. Он начал карьеру в клубе «Серро Портеньо» в 1929 году и выступал там три сезона. В 1932 году футболист перешёл в аргентинский клуб «Сан-Лоренсо», где дебютировал 5 июня в матче с «Платенсе» (2:0). 10 июля того же года он забил первый мяч за клуб, поразив ворота «Ривер Плейта» (2:0). В той же встрече Вильяльба сделал голевую передачу. С этой командой Хасинто в 1933 году выиграл чемпионат Аргентины. Всего за «Сан-Лоренсо» Вильяльба играл до 1935 года, проведя 64 матча и забив 18 голов. Последний матч за клуб он сыграл 21 июля 1935 года с «Чакаритой Хуниорс». Далее он играл за клуб «Барселона», где провёл пять неофициальных матчей в которых забил два гола.
В составе сборной Парагвая Вильяльба поехал на первый чемпионат мира, но на поле не выходил. 4 июля 1931 года он дебютировал в составе национальной команды в матче Кубка Шевалье Бутеля с Аргентиной. В 1939 году Хасинто поехал на Чемпионат Южной Америки, где провёл все четыре матча, а его команда завоевала бронзовые медали. При этом выступление парагвайцев на турнире сопровождалось скандалами: игроки ещё по пути на турнир на корабле устраивали драки, пьянствовали, ломали вещи в каютах, а Хасинто являлся одним из самых ярких хулиганов команды. После турнира часть игроков дисквалифицировали, Вильяльбу же, как одного из главных зачинщиков, отправили ненадолго служить на военно-морской флот. Позже их всех амнистировали. Последний матч за сборную страны Вильяльба сыграл 25 февраля 1940 года с Аргентиной, в котором его команда проиграла со счётом 0:4.
Также Вильяльба работал тренером, в частности дважды, с 1937 по 1940 и в 1944 году являлся тренером «Серро Портеньо». В 1944 году Хасинто привёл клуб к выигрышу чемпионата Парагвая. 
18 февраля 1949 года Вильяльба уехал в Бразилию в статусе студента, где сдавал экзамен по гидравлике. Позже он окончательно переехал там жить, работая инженером.

## Международная статистика
| Матчи Хасинто Вильяльбы за сборную Парагвая | Матчи Хасинто Вильяльбы за сборную Парагвая | Матчи Хасинто Вильяльбы за сборную Парагвая | Матчи Хасинто Вильяльбы за сборную Парагвая | Матчи Хасинто Вильяльбы за сборную Парагвая | Матчи Хасинто Вильяльбы за сборную Парагвая | Матчи Хасинто Вильяльбы за сборную Парагвая |
| ------------------------------------------- | ------------------------------------------- | ------------------------------------------- | ------------------------------------------- | ------------------------------------------- | ------------------------------------------- | ------------------------------------------- |
| №                                           | Дата                                        | Место проведения                            | Оппонент                                    | Счёт                                        | Голы                                        | Турнир                                      |
| 1                                           | 4 июля 1931                                 | Буэнос-Айрес                                | Аргентина                                   | 1:1                                         | −                                           | Кубок Шевалье Бутеля                        |
| 2                                           | 9 июля 1931                                 | Буэнос-Айрес                                | Аргентина                                   | 1:3                                         | −                                           | Кубок Шевалье Бутеля                        |
| 3                                           | 15 января 1939                              | Лима                                        | Чили                                        | 5:1                                         | −                                           | Чемпионат Южной Америки                     |
| 4                                           | 29 января 1939                              | Лима                                        | Перу                                        | 0:3                                         | −                                           | Чемпионат Южной Америки                     |
| 5                                           | 5 февраля 1939                              | Лима                                        | Уругвай                                     | 1:3                                         | −                                           | Чемпионат Южной Америки                     |
| 6                                           | 12 февраля 1939                             | Лима                                        | Эквадор                                     | 3:1                                         | −                                           | Чемпионат Южной Америки                     |
| 7                                           | 26 февраля 1939                             | Сантьяго                                    | Чили                                        | 1:4                                         | −                                           | Бенефит                                     |
| 8                                           | 18 февраля 1940                             | Буэнос-Айрес                                | Аргентина                                   | 1:3                                         | −                                           | Кубок Шевалье Бутеля                        |
| 9                                           | 25 февраля 1940                             | Асунсьон                                    | Аргентина                                   | 0:4                                         | −                                           | Кубок Шевалье Бутеля                        |

## Достижения

### Как игрок
- Чемпион Аргентины: 1933

### Как тренер
- Чемпион Парагвая: 1944

## Личная жизнь
Вильяльба был женат на Элоисе Арруа (1 декабря 1925—1992). У них был сын Рубен (родился 28 июля 1951).